# Carrefour Mobile

Carrefour Mobile

Carrefour Mobile est un opérateur de réseau mobile virtuel appartenant au groupe Carrefour.
Malgré l'arrêt de cette activité en France, il continue à offrir ce service en Belgique et en Italie.

## Historique
Carrefour a d'abord lancé son service mobile en Belgique sous le nom de 1Mobile, en partenariat avec Effortel et en utilisant United Telecom comme Mobile Virtual Network Enabler (MVNE), sur l'infrastructure existante du réseau Base.
En France, cette offre a été lancée en exploitant l'infrastructure du réseau d'Orange et utilisant la société Experian comme MVNE. Cet opérateur a d'abord proposé des offres pré-payées, et propose depuis septembre 2007 des forfaits. L'offre de Carrefour Mobile est concurrente de celle proposée par A-Mobile, du groupe Auchan.
Depuis, Carrefour a lancé un service dans plusieurs autres pays, en particulier, Carrefour a été le premier MVNO en Italie, en lançant en juin 2007 une offre UNO Mobile, en partenariat avec Effortel.
Le 24 septembre 2012, l'offre MVNO s'arrête en France mais l'enseigne maintient une offre spécifique fournie par Orange.